# Манюшкін Олексій Миколайович
Олексій Миколайович Манюшкін — полковник Збройних сил України, учасник російсько-української війни, що відзначився під час російського вторгнення в Україну в 2022 році. Командир 40-ї бригади тактичної авіації Повітряних сил ЗСУ (з 2022).
2010 рік — Командир найкращого екіпажу на навчаннях «Взаємодія-2010». На той момент служив 5 років. 2012 рік — «Льотчик року», командир авіаційної ланки авіаційної ескадрильї бригади тактичної авіації, капітан.

## Нагороди
- орден «Богдана Хмельницького» III ступеня (2022) — за особисту мужність і самовіддані дії, виявлені у захисті державного суверенітету та територіальної цілісності України, вірність військовій присязі.